# Römersteine

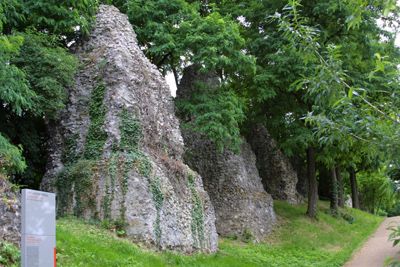
Römersteine im Zahlbachtal

Die Römersteine sind Überreste einer ehemaligen römischen Wasserleitung (Aquädukt) in der Nähe des zum Mainzer Stadtteil Bretzenheim gehörenden Zahlbach.

## Geschichtlicher Hintergrund

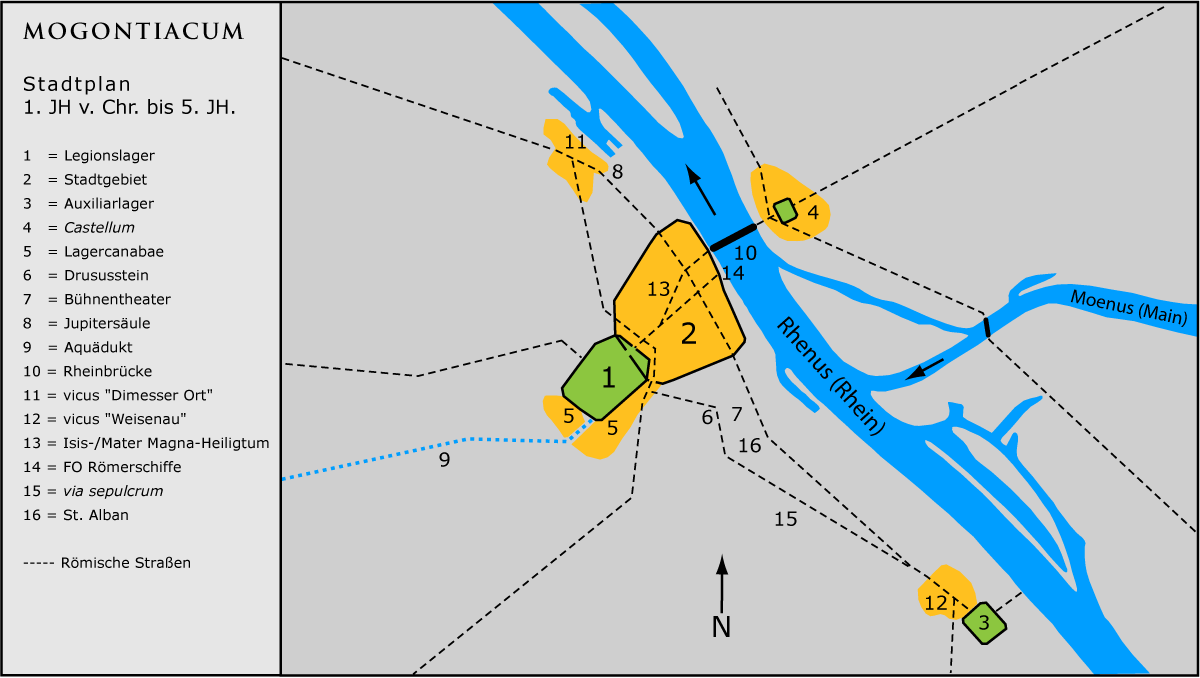
Lage des Aquäduktes in Mogontiacum

Das Jahr 68/69 n. Chr. war im Imperium Romanum von innenpolitischen Machtkämpfen (Vierkaiserjahr) und dem Bataveraufstand geprägt, die auch am römischen Mainz (Mogontiacum), einem wichtigen Militärstützpunkt, nicht spurlos vorüber gingen. Vespasian setzte sich schließlich Ende 69 als Kaiser durch. In seiner Regierungszeit wurde das bis dahin aus einer Holz/Erde-Konstruktion bestehende Mainzer Doppellegionslager auf dem Kästrich durch eine Ausführung in Stein ersetzt. Vermutlich ließ man zugleich eine steinerne Brücke über den Rhein errichten, und wohl gleichzeitig wurde etwa um 70 n. Chr. zur Versorgung des Lagers und der angegliederten Lagervorstadt (canabae) mit dem Bau einer steinernen Wasserleitung begonnen. Ob es sich hierbei um die erste Wasserleitung handelte oder ob bereits eine hölzerne Vorgängerkonstruktion bestand, ist unklar. Wie lange das Aquädukt in Betrieb war, ist ebenfalls unbekannt.
Die Länge des Aquädukts wird im Allgemeinen mit 9 km angegeben. Diese Längenangabe beruht im Wesentlichen auf den Ausführungen des Benediktinerpaters Joseph Fuchs, der in seinem 1771 erschienenen Werk „Alte Geschichte von Mainz“ erstmals die römische Wasserleitung in ihrer Konstruktion und ihrem Verlauf beschrieb und als Ursprung den Königsborn bei Finthen angab. Seine Ausführungen wurden in späteren Werken immer wieder ungeprüft übernommen und als tatsächlich gegeben überliefert. Das 19. Jahrhundert brachte zudem die These hervor, dass die Leitung auch von Quellen bei Drais gespeist wurde.
Tatsächlich konnten bis 2008 nur ca. 3,8 km der Wasserleitung zweifelsfrei nachgewiesen werden. Es handelt sich hierbei um den in der Antike oberirdisch verlaufenden Teil des Aquädukts, der in dem Flurstück „Bettzieg“, südlich des Draisberghofs begann und im Wasserschloss in der Nähe der heutigen Frauenklinik auf dem Gelände der Universitätsklinik endete. Dabei musste das Zaybachtal bei Zahlbach überbrückt werden. Das Aquädukt erreichte hier eine Höhe von ca. 25 m und gilt damit als das höchste nördlich der Alpen.
Der unterirdische Verlauf von den Quellen bis zum Übergang in den oberirdischen Bereich ist archäologisch nicht gesichert. Dennoch gibt es deutliche Hinweise, die für einen Ursprung der Leitung in der Finther Gemarkung sprechen. 2006 konnte bei einer Grabung in der Gewann Bettzieg der Richtungsverlauf dokumentiert werden, der auf Finthen hinweist. Ein von Drais kommender Seitenarm konnte nicht festgestellt werden.
Auch der Ortsname Finthen, der nach sprachwissenschaftlicher Rekonstruktion aus dem lateinischen Wort „fontanetum“ abzuleiten ist und so viel wie „Gebiet der Quellen“ oder „Quellgebiet“ bedeutet, weist auf den ausgiebigen Wasserreichtum hin, der notwendig war, um das Lager und die wachsende Zivilstadt ausreichend zu versorgen.
Unabhängig davon darf auch die Beschreibung des Pater Fuchs nicht außer Acht gelassen werden, der eindeutig den Königsborn bei Finthen als Ursprung der Leitung angibt, gleichzeitig aber nur relative, heute nicht mehr konkret nachvollziehbare Ortsangaben liefert. Fuchs legte nach eigenen Angaben eine hölzerne Quellfassung am Königsborn frei, die als Fundmaterial u. a. Ziegel mit dem Stempel der XIV. Legion G.M. lieferte. Vergleichbare Ziegelstempel wurden immer wieder entlang der Leitung entdeckt, weshalb die XIV. Legion als Erbauer des Aquädukts anzusehen ist. Durch den Beinamen Gemina Martia Victrix lässt sich die Zeit der Stationierung in Mainz und damit der Entstehung des Aquädukts auf die Zeit zwischen 69 und 92 n. Chr., die Zeit der flavischen Dynastie, begrenzen.
1860 entdeckte schließlich ein Herr Hell aus Mainz, der auf dem Gelände der ehemaligen Stärkmühle und späteren Brauerei Königsborn eine vorindustrielle Fabrik zur Herstellung von Leinentuch betrieb, bei der Anlage eines Weihers am Königsborn einen unterirdischen Aquädukt, „welcher bei ganz ähnlicher Konstruktion wie der aus der Eiffel nach Cöln führende Kanal, in dieser Weise bis zum Thale hinzieht...“ (Bonner Jahrbücher 29 u. 30, S. 142 f.). Die genaue Fundstelle ist zwar nicht überliefert, lässt sich aber auf das damalige Betriebsgelände eingrenzen und entspricht den heutigen Grundstücken „Am Königsborn 1–5“. Somit existieren zwar konkrete Hinweise auf den Königsborn als möglichem Ursprung der Mainzer Wasserleitung, die archäologischen Beweise stehen jedoch aus und dürfen mit Spannung erwartet werden.

## Die Römersteine heute

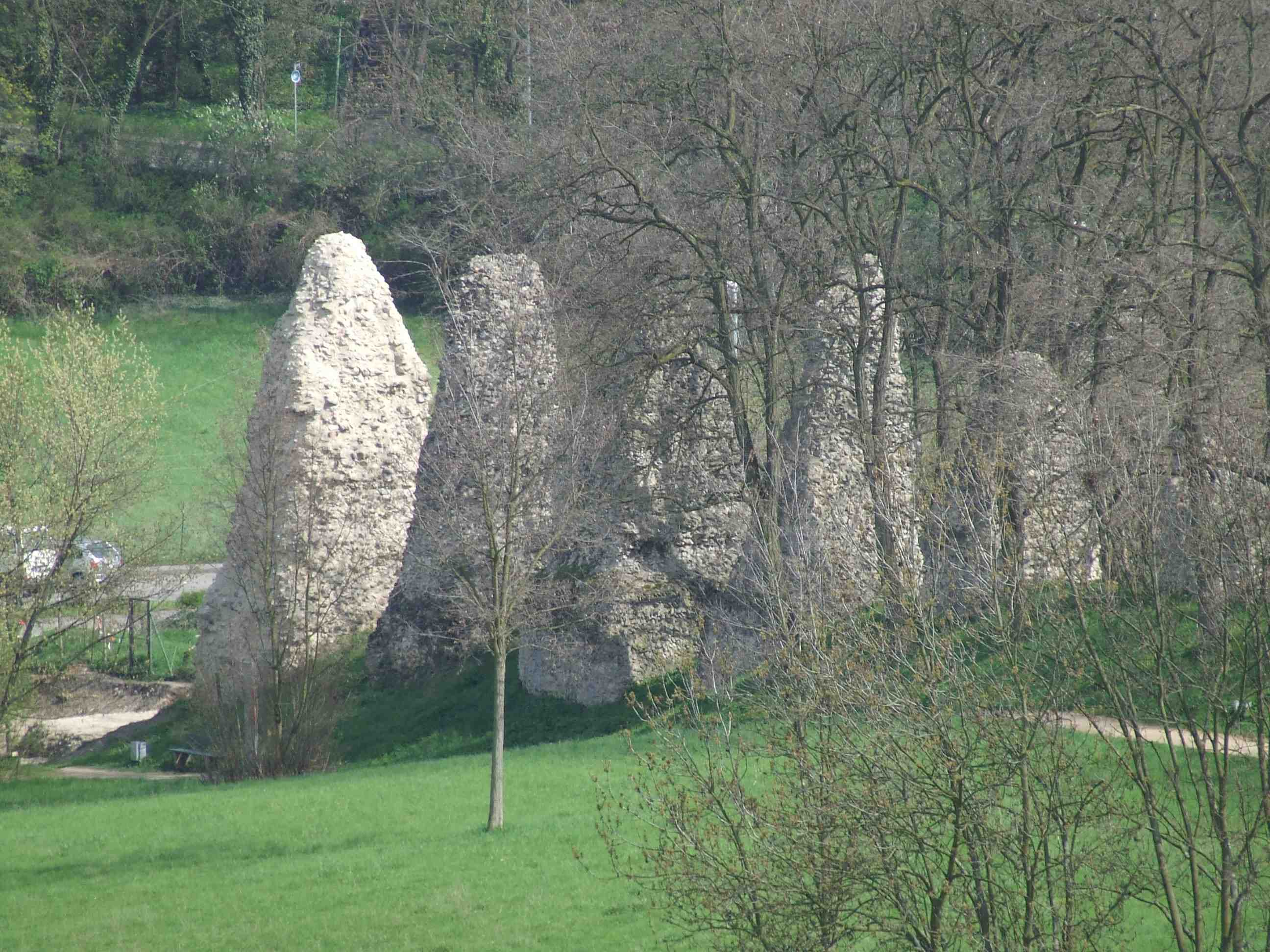
Heutige Überreste in Zahlbach

Die heute noch gut sichtbaren Überreste des Aquäduktes sind die so genannten Römersteine im Zahlbachtal in Mainz. Dort überspannte das Aquädukt in zweireihiger Bogenkonstruktion und mit bis zu 25 m Höhe einen Talgrund mit dem Wildgraben genannten Bach. Sichtbar sind die Überreste von 69 Pfeilern aus römischem Zement, bei einigen wenigen Pfeilern sind Stücke der Ummantelung in situ erhalten.
Weitere Pfeilerreste sind z. B. noch am Sportgelände des USC der Johannes Gutenberg-Universität Mainz oder an der Koblenzer Straße (zwischen Bretzenheim und Finthen/Drais) sichtbar. Aktuell ergraben wurden die Pfeilerreste direkt an der Hangseite des Zahlbachtals Richtung Universitätsklinik/Kästrich. Auf dem Gelände der Universitätskliniken sind noch Teile des Auffangbeckens zu besichtigen.

## Sonstiges
In der Nähe der Aquäduktüberreste siedelte angeblich bis zu seinem Aussterben im Mittelalter das Geschlecht der Ritter von Ageduch. Der Name ist eine Verballhornung des römischen Aquäduktes. In ihrem Wappenschild sollen die Ritter von Ageduch einen Aquäduktbogen geführt haben.
In der Zwischenzeit hat sich herausgestellt, dass diese Ritter von Ageduch und die Zeichnungen nach ihren angeblich verlorenen Grabsteinen Fälschungen des 19. Jahrhunderts von Franz Joseph Bodmann sind. Dieser vielzitierte mittelrheinische Geschichtsforscher entnahm den Namen Ageduch den ihm bekannten mittelalterlichen Quellen für den Flurnamen Ageduch / Aduch / Attach / Attich.